# 西半球旅行计划
西半球旅行计划（英語：Western Hemisphere Travel Initiative）是美国于2007年提出的一项法律框架，规定了从西半球地区前往美国旅行的人员需要持有的证件，例如护照、美国护照卡和其他得到批准的证件。根据美国国务院和美国国土安全部的说法，开展此项计划的目的是为了加强边境安全和方便美国公民和外国访客进入美国的流程，是九一一袭击事件后出台的《情报改革和反恐法案》的成果之一。此项计划的开展还旨在防止伪造证件造成的恐怖袭击和犯罪活动。

## 被西半球旅行计划覆盖的国家和地区
以下位于西半球的政治实体在美国国务院公布的覆盖名单中：
- 安地卡及巴布達
- 阿鲁巴
- 巴哈马
- 百慕大
- 英屬維爾京群島
- 加拿大
- 荷蘭加勒比區
- 开曼群岛
- 多米尼克
- 格瑞那達
- 牙买加
- 墨西哥
- 圣基茨和尼维斯
- 圣卢西亚
- 荷屬聖馬丁